# Inopeplus concolor
Inopeplus concolor is een keversoort uit de familie platsnuitkevers (Salpingidae). De wetenschappelijke naam van de soort werd in 1899 gepubliceerd door David Sharp.